# Irina Codreanu
Irina Codreanu (sau Codreanu-King; n. 17 iulie 1896, București, România – d. 12 ianuarie 1985, Nogent-sur-Marne, Île-de-France, Franța) a fost o pictoriță și sculptoriță română.

## Biografie
A urmat cursurile Școlii Centrale din București, apoi liceul Gloria. A absolvit în 1918 Școala de Belle-Arte din București, împreună cu Dimitrie Serafim, Ipolit Strâmbulescu și Cecilia Cuțescu-Storck. În 1919 se mută la Paris. Urmează cursurile Academiei La Grande Chaumière, sub îndrumarea lui Antoine Bourdelle⁠(d). În 1922 îl cunoaște pe Constantin Brâncuși și devine asistenta acestuia până în 1928.
A colaborat cu revistele Contemporanul și Integral.
Între 1903-1907 a fost profesoară la Universitatea din Iași și cercetătoare la Centrul de Cercetări ale Mediului și ale Arhitecturii Rurale din Paris.

## Opera
Sculptează cu preponderență în piatră. A organizat expoziții la Paris, Bruxelles, Liège, București, Berlin, Haga. A renunțat o perioada la sculptură din cauza unei boli și s-a dedicat picturii. A reluat activitatea de sculptoriță în 1937 cu o expoziții la Galeria Drouet din Paris și la Ateneul Român. 
S-a refugiat la Cannes, Franța, la începutul războiului, revenind la Paris în 1945 cu o expoziție de artă feminină.
A realizat peste 200 de portrete în marmură, bronz, teracotă sau gips. Printre cele mai reprezentative lucrări se numără: Sirena (bronz), Eileen (bronz și marmură), Fecioara (bronz), Foca (bronz), Pește (gips),Victorie (1971, bronz), Grație, Orizont (teracotă), Iarba (1973, granit roz), Draperie (1978, marmură de Carrara). 

## Premii și distincții
- Medalia de argint a orașului Paris,1968;
- Titlul de cavaler al Ordinului Artelor și Literaturii, Paris,1969;
- Marele Premiu al salonului Internațional de Pictură, Sculptură și Artă Decorativă Feminină de la Paris, 1970;[6]
- Premiul Tinerilor Sculptori al UAP, București, 1971;
- Premiul de Onoare, Saar, RFG, 1974;
- Premiul Fundației Vocation, Franța, 1975;
- Titlul de Ofițer al Ordinului Artelor și Literaturii, Paris, 1977;
- Marele Premiu la Bienala Internațională Vichy, 1978.

„Irina Codreanu practică un modelaj diferit care mărunțește textura și fărâmițează epiderma de parcă ar fi fost ciupită de vărsat. Nu se sfiește să-și urâțească modelele care îi pozează. Portretele acestea modelate în pământ nu sunt complezente și nici nu mai aspiră ca în portretele de inspirație brâncușiană (uneori și modelul este același ca și în cazul unor portrete ale lui Brâncuși, de exemplu Eileen) la efigii pure și esențializate”—Ioana Vlasiu